# James Marburg
James Marburg (født 27. december 1982 i Terang) er en australsk tidligere roer.
Marburg roede mest otter i begyndelsen af sin karriere, og han var med til at blive nummer fire i denne bådtype ved VM i 2006. I OL-året 2008 blev han sat i fireren uden styrmand sammen med Matt Ryan, Cameron McKenzie-McHarg og Francis Hegerty, og denne besætning deltog også i OL 2008 i Beijing. Australierne vandt deres indledende heat og blev nummer to i semifinalen, slået af den britiske båd. I finalen gentog dette sig: Briterne vandt guld med et pænt forspring, mens australierne på andenpladsen ligeledes var et pænt stykke foran Frankrig på tredjepladsen.
Ved VM i 2010 vandt han med den australske firer uden styrmand igen sølv, igen efter Storbritannien, og ved VM i 2011 roede han otter, hvor australierne blev nummer fire. I 2012 kom han til at ro toer uden styrmand sammen med Brodie Buckland, og denne duo stillede op ved OL 2012 i London, hvor de opnåede en femteplads. Marburg indstillede sin internationale karriere efter disse lege.

## OL-medaljer
- 2008:  Sølv i firer uden styrmand